# Hammer Into Anvil
Hammer into Anvil es un episodio de la serie de televisión de los años sesenta The Prisoner. Es uno de los pocos episodios que no tratan de los intentos de fuga del Número Seis.
El Número Dos acosa e interroga a una prisionera en un hospital de la Villa. Al oír sus gritos a través de la ventana, Número 6 acude a ayudarla. Mientras golpea la puerta de la habitación, la momentánea conmoción da una oportunidad a la chica de saltar de la cama y suicidarse saltando por la ventana para evadirse de las torturas del Número Dos.
Número Seis jura destruir a Número Dos. Él (6), consciente de que ya está siendo vigilado por las cámaras ocultas de la Villa y por espías a cada paso, comienza a actuar de una manera altamente sospechosa, como si se tratara de algún tipo de espía o doble agente.
Toma varias copias del mismo disco, L'Arlésienne Suites de Bizet, en la tienda de música y las reproduce, ojeando su reloj. Más tarde, pide a la banda de música que interprete la misma pieza. Manda una paloma mensajera con un mensaje en el que advierte de que enviará una señal visual. Esta paloma es interceptada por los hombres de Número Dos, que decodifican el mensaje y esperan la señal visual. La señal visual, una serie de destellos de luz código morse, es una rima infantil sin sentido.
Este y otros ejercicios sin sentido causan de forma gradual que el Número Dos sospeche que todos trabajan para él porque cree que forman parte de una conspiración. Al final, Número Seis se enfrenta a Número Dos, permitiéndole fabricar su propia historia. Número Dos cree que Número Seis es un hombre enviado por "X04" para examinar su seguridad. Alimentando la paranoia del Número Dos, Número Seis acusa a Número Dos de traición por interferir con las 'pruebas' del Número Seis. En el plano final, Número Dos emplea la línea roja para informar de sus propios fallos y pedir que sea enviado un nuevo número dos.

## Estrellas invitadas adicionales
- Director de la banda: Victor Maddern
- Número Catorce: Basil Hoskins
- Director del psiquiátrico: Derek Smee
- Nuevo supervisor: Derek Aylward
- Número setenta y tres: Hilary Dwyer
- Supervisor de la sala de control: Arthur Gross
- Supervisor: Peter Swanwick
- dependiente de la tienda: Victor Woolf
- Técnico del laboratorio: Michael Segal
- Chica del kiosco: Margo Andrew
- Experta en código: Susan Sheers
- Guardián: Jackie Cooper
- Guardián: Fred Haggerty
- Guardián: Eddie Powell
- Guardián: George Leech